# Cicos
CICOS Centro Informático de Compensación de Siniestros es un convenio privado entre compañías españolas de seguros para tramitar de forma rápida los siniestros de automóviles en los que están implicados sus clientes.
La tramitación de dichos siniestros se realiza mediante el intercambio de una serie de mensajes electrónicos entre las compañías involucradas en el siniestro a través de un Centro Compensador residente en TIREA.
Se aplica únicamente cuando se trata de una colisión directa entre dos vehículos y únicamente existen daños materiales.